# Hoàng Nộ Ba
Hoàng Nộ Ba (tiếng Trung: 黄怒波; sinh năm 1956) là một nhà phát triển bất động sản, doanh nhân, nhà thơ, nhà leo núi, người sáng lập kiêm chủ tịch của Tập đoàn đầu tư Trung Khôn Bắc Kinh. Theo báo cáo Hurun, tài sản ròng của ông là 2,3 tỷ USD (năm 2014), đứng thứ 90 trong số 400 người giàu nhất Trung Quốc.
Ông sinh ra tại Lan Châu, Cam Túc nhưng sinh sống và lớn lên ở Ngân Xuyên, Ninh Hạ. Từ 1977 đến 1981, ông học tại Đại học Bắc Kinh khoa Ngôn ngữ Trung Quốc và nhận được bằng cử nhân. Từ năm 1981 đến 1990, Hoàng Nộ Ba làm việc tại Vụ Tuyên truyền, Đảng Cộng sản Trung Quốc. Từ năm 1996 đến 1998, ông học Thạc sĩ Điều hành Quản trị Kinh doanh (MBA) và nhận được học vị tại Trường Kinh doanh Quốc tế châu Âu Trung Quốc (CEIBS).
Là một nhà leo núi, ông đã chinh phục một số đỉnh núi cao nhất thế giới, bao gồm cả núi Kilimanjaro trong năm 2005 và đỉnh Everest vào năm 2008. Ngoài ra, ông cũng là một người đam mê thám hiểm vùng cực.
Ông bắt đầu làm thơ từ năm 1976 và đã xuất bản một số tập thơ bao gồm: "Đừng yêu tôi thêm lần nữa" (不要再爱我), "Từ chối u buồn" (拒绝忧郁) năm 1995, và gần đây nhất là "Thỏ và những sinh vật nhỏ khác" (小兔子及其他). Ngoài ra, ông cũng cho ra đời tập truyện ngắn "Mặt trời xanh" (蓝太阳) năm 2005.
Hiện ông là chủ tịch tập đoàn Trung Khôn Bắc Kinh, chủ tịch hiệp hội thơ Trung Quốc, phó chủ tịch Hiệp hội leo núi Trung Quốc. Ông cũng là một nhà từ thiện khi dành hơn 1 tỷ nhân dân tệ cho hoạt động từ thiện.
Vào tháng 8 năm 2011, Hoàng Nộ Ba đã gây xôn xao tại Iceland khi đề xuất để mua một hòn đảo có diện tích bằng 0,3% diện tích quốc gia này để phát triển một dự án bất động sản trị giá 200 triệu USD bao gồm "120 phòng khách sạn, sân bay, sân golf và khu vực để cưỡi ngựa", đề xuất đã được đáp ứng trước sự hoài nghi ở Iceland.